# Número pernicioso
En teoría de números, un número pernicioso es un entero positivo tal que el peso de Hamming de su representación binaria es un número primo.

## Ejemplos
El primer número pernicioso es el 3, ya que en base 2, el número 3 = 112 y 1 + 1 = 2, que es un número primo. El siguiente número pernicioso es el 5, ya que 5 = 1012, seguido de 6, 7 y 9 (sucesión A052294 en OEIS).

## Propiedades
- Ninguna potencia de dos es un número pernicioso. Esto es trivialmente cierto, porque las potencias de dos en forma binaria se representan como un uno seguido de ceros. Entonces, cada potencia de dos tiene un peso de Hamming de uno y el uno no se considera un primo.
- Todo número de la forma 2n + 1 con n > 0, incluidos todos los números de Fermat, es un número pernicioso. Esto se debe a que la suma de los dígitos en forma binaria es 2, que es un número primo.
- Cada número perfecto par es un número pernicioso. Esto se basa en el hecho de que todo número par perfecto se puede representar como 2p−1(2p − 1) con p como número primo. Debido a esta forma, todo número par perfecto se representa en binario como p unos seguidos de p - 1 ceros.
- Un número de la forma 2p - 1 con p primo es un número pernicioso conocido como número primo de Mersenne (aunque a veces los números de Mersenne se definen como 2n - 1 para cualquier número natural n).